# União Sport Clube do Uíge
El União Sport Clube do Uíge, generalmente conocido como União SC do Uíge, o simplemente Uniao Uige , es un club de fútbol de Uíge, Angola, fundado en 2011, que juega en la Girabola, la máxima categoría del fútbol angoleño.

## Estadio
Su estadio es el Estádio 4 de Janeiro.

## Títulos
- Taça 4 de Fevereiro (1)

2014

## Jugadores
| Nac                                        | N.º | Porteros | Edad |
| ------------------------------------------ | --- | -------- | ---- |
| Bandera de República Democrática del Congo | 1   | Johnny   |      |
| Bandera de Angola                          |     | Dadão    |      |

| Nac               | N.º | Defensas | Edad    | Pos |
| ----------------- | --- | -------- | ------- | --- |
| Bandera de Angola | 2   | Sávio    |         |     |
| Bandera de Angola | 3   | Hervé    |         |     |
| Bandera de Angola | 14  | Raúl     |         | DEF |
| Bandera de Angola | 19  | Victor   |         |     |
| Bandera de Angola | 25  | Locó (C) | 40 años | DEF |
| Bandera de Angola | 26  | Ilonga   |         | DEF |
| Bandera de Angola | 28  | Nando    |         | DEF |
| Bandera de Angola | 30  | Matamba  |         | DEF |

| Nac                                        | N.º | Centrocampistas | Edad | Pos |
| ------------------------------------------ | --- | --------------- | ---- | --- |
| Bandera de Angola                          | 6   | Zau             |      |     |
| Bandera de Angola                          | 8   | Kaly            |      |     |
| Bandera de Angola                          | 10  | Roblin          |      | MED |
| Bandera de Angola                          | 17  | Gerry           |      | MED |
| Bandera de Angola                          | 20  | Feião           |      | MED |
| Bandera de República Democrática del Congo | 21  | Tresor          |      | MED |
| Bandera de República Democrática del Congo | 24  | Tshukuma        |      | MED |
| Bandera de Angola                          |     | Cristo          |      | MED |
| Bandera de Angola                          |     | Ange            |      |     |

| Nac                                        | N.º | Delanteros | Edad | Pos |
| ------------------------------------------ | --- | ---------- | ---- | --- |
| Bandera de Angola                          | 7   | Rainho     |      | DEL |
| Bandera de Angola                          | 15  | Diabó      |      | DEL |
| Bandera de Angola                          | 27  | Richy      |      | DEL |
| Bandera de República Democrática del Congo | 29  | Bokungu    |      | DEL |
| Bandera de Angola                          |     | Raúl       |      | DEL |

| Nac               | Nombre          | Posición   |
| ----------------- | --------------- | ---------- |
| Bandera de Angola | Joaquim Muiamba | Entrenador |

| Nac               | Nombre        | Posición   |
| ----------------- | ------------- | ---------- |
| Bandera de Angola | Nzolani Pedro | Presidente |

## Entrenadores
- Kapela Mbiyavanga (2011-2012)
- Rogério Simão (2013)
- Moke Adedé Moto (2014)[4]
- Kapela Mbiyavanga (2014)[4][5]
- Joaquim Muyumba (2014-)[5][6]